# Cryptocarya zollingeriana
Cryptocarya zollingeriana är en lagerväxtart som beskrevs av Friedrich Anton Wilhelm Miquel. Cryptocarya zollingeriana ingår i släktet Cryptocarya och familjen lagerväxter. Inga underarter finns listade i Catalogue of Life.